# 乌德尔加希县

乌德尔加希县简图

乌德尔加希县（Uttarkashi district）是印度北阿坎德邦加瓦尔专区的一个县。总面积8,016 km2 (3,095 sq mi),其中的1451km2属于与中国有争议的桑、葱莎、波林三多，为中印中段边界四块领土争议区中的最大的一块。总人口295,013，人口密度37人/km2，县治乌德尔加希，印度教的传说中，该地是6000年前由湿婆神创造的。该县西临德拉敦县，西北临喜马偕尔邦，东临杰莫利县，东北临中国，东南为鲁德拉普拉亚格县，南临特里加瓦尔县。恒河的两大源头之一帕吉勒提河发源于该县的根戈德里冰川；恒河的最大支流亞穆納河发源于该县的本德尔本杰山亚穆纳斯特里冰川（亚姆诺德里冰川）。